# ラブラドール・ハスキー
ラブラドール・ハスキー（英:Labrador Husky）とは、カナダのラブラドル半島原産のそり引き用の犬種である。犬種名は一見するとラブラドール・レトリーバーとシベリアン・ハスキーの交雑犬のようにもみえるが、実際にはラブラドール・レトリーバーとは何の関係もない。

## 歴史
西暦1300年ごろに原産地に渡ってきた人々がそり犬として北方のスピッツタイプのそり犬用犬種（シベリアン・ハスキー、ロシアン・ライカなど）をかけ合わせて作出したものである。なお、血統のリフレッシュと強化を兼ねて初期のうちにはオオカミも交配されていた。近年アメリカ合衆国のアラスカ州などで開催されるスレッターレース（犬ぞりレース）に使えそうな犬種を世界各地で探し回っている冒険家によって発見された。そこでは数年前に起こった流行り病によってブリーディング・ストック（繁殖用の犬）が減り、近親交配の危機に陥っていたことも判明したため、犬質向上の救出策として外見や性質を損なわないように慎重に少数のアラスカン・マラミュートとジャーマン・シェパード・ドッグを交配させて犬質を向上させ、近親交配による犬種の弱化を回避した。その後にお礼としてもらった数頭の仔犬が冒険家らと共にアメリカへ渡り、スレッターレース用のラブラドール・ハスキーの基礎犬になった。
有能な犬種ではあるが近縁種であるシベリアン・ハスキーのような知名度は無く、ほとんどがアラスカ州でレース用に使われているが、時折ペットとしても飼育されている。

## 特徴
外見はややシベリアン・ハスキーに似るが、それよりも体高が高く、よりオオカミに近い姿をしている。ショートコートは厚く密生していて、毛色はピュアホワイト、ウルフ、レット・アンド・ホワイト、ブラック・アンド・ホワイトなど。立ち耳・巻き尾でスタミナがあり足も速く、長距離の犬ぞりも可能である。性格は温和で社交的、しつけもよく入る。体高20～28インチ、体重60～100ポンドの大型犬。かかりやすい遺伝的な病気は無く、子供も大好きなためペットにも向いている。ただし、毎日の被毛のブラッシングと多くの運動が必要である。大型犬ながら長命で、平均寿命は通常10～15歳である。

## 参考
英語版記事　07:10, 31 December 2008 (UTC)版